# All-American Girls Professional Baseball League 1943
La All-American Girls Professional Baseball League 1943 è stata una stagione di baseball statunitense femminile.

## Squadre partecipanti
| Squadra             | Città               |
| ------------------- | ------------------- |
| Kenosha Comets      | Kenosha, Wisconsin  |
| Racine Belles       | Racine, Wisconsin   |
| Rockford Peaches    | Rockford, Illinois  |
| South Bend Blue Sox | South Bend, Indiana |

## Classifiche

### Primo semestre
| Classifica | Squadra             | Vittorie | Sconfitte | %    | GB |
| ---------- | ------------------- | -------- | --------- | ---- | -- |
| 1          | Racine Belles       | 34       | 20        | .630 | –  |
| 2          | South Bend Blue Sox | 28       | 26        | .519 | 6  |
| 3          | Kenosha Comets      | 23       | 31        | .426 | 11 |
| 4          | Rockford Peaches    | 23       | 31        | .426 | 11 |

### Secondo semestre
| Classifica | Squadra             | Vittorie | Sconfitte | %    | GB |
| ---------- | ------------------- | -------- | --------- | ---- | -- |
| 1          | Kenosha Comets      | 33       | 21        | .611 | –  |
| 2          | South Bend Blue Sox | 30       | 24        | .556 | 3  |
| 3          | Racine Belles       | 29       | 25        | .521 | 4  |
| 4          | Rockford Peaches    | 20       | 34        | .370 | 13 |

### Punteggio composto
| Classifica | Squadra             | Vittorie | Sconfitte | %    | GB |
| ---------- | ------------------- | -------- | --------- | ---- | -- |
| 1          | Racine Belles       | 59       | 49        | .546 | –  |
| 2          | South Bend Blue Sox | 58       | 50        | .546 | 1  |
| 3          | Kenosha Comets      | 56       | 52        | .611 | 3  |
| 4          | Rockford Peaches    | 43       | 65        | .398 | 16 |

## Postseason
| Partita | Squadre                        | Punteggio |
| ------- | ------------------------------ | --------- |
| 1       | Racine Belles @ Kenosha Comets | 6 2       |
| 2       | Racine Belles @ Kenosha Comets | 7 4       |
| 3       | Kenosha Comets @ Racine Belles | 3 6       |